# 詩歩
詩歩（しほ、1990年1月7日 - ） は、日本の写真家、絶景プロデューサー、インフルエンサー。静岡県浜松市出身、京都市在住。

## 経歴
静岡県立浜松南高等学校を経て、早稲田大学人間科学部人間環境科学科を卒業。
2012年にネット系の広告代理店に就職する。入社時の新人研修で立ち上げたfacebookページ「死ぬまでに行きたい！世界の絶景」が人気を博し、書籍として出版する話がfacebookに持ち込まれる。その結果、2013年に三才ブックスより『死ぬまでに行きたい!世界の絶景』を出版する。この写真集は、2013年度のオリコン年間写真集売上ランキング2位を獲得した。2014年に独立して起業し、フリーランスとなる。
SNSのフォロワー数は合計100万以上（但しFacebook、X等の累計であり最多フォロワーのFacebookにおいてはここ数年投稿など更新なし）自身の肩書を「絶景プロデューサー」と名乗り、旅行商品のプロデュースや企業タイアップ、地方自治体への地域振興のためのアドバイスなどを行っている。
2017年に地元浜松市やらまいか大使、2018年に静岡県の「ふじのくに観光公使」をそれぞれ委嘱される。
2016年から毎年末に海外への英語留学を行っており、カナダ・トロント、マルタ、イギリスへ赴いている。2019年に東京都から京都市へ移住。

## 著書
- 『死ぬまでに行きたい!世界の絶景』シリーズ（三才ブックス）
  1. 『死ぬまでに行きたい！世界の絶景』、2013年
  2. 『死ぬまでに行きたい！世界の絶景日本編』、2014年
  3. 『死ぬまでに行きたい！世界の絶景ホテル編』、2015年
  4. 『死ぬまでに行きたい！世界の絶景体験編』、2016年
  5. 『死ぬまでに行きたい！世界の絶景新日本編』、2017年
  6. 『死ぬまでに行きたい！世界の絶景ガイド編』、2019年
- 『絶景を旅するシンプル英会話50』KADOKAWA、2018年
- 『さぐりちゃん探検隊』 - 漫画作品。監修担当[11]。作画：あきやま陽光。『少年ジャンプ+』（集英社）2017年8月31日 - 2019年1月31日連載。全4巻
- 『ダナン&ホイアン PHOTO TRAVEL GUIDE ~絶景プロデューサー・詩歩が巡るベトナム~』ダイヤモンドビッグ社、2019年

## 取材
- 絶景が導く地域の未来＜絶景プロデューサーの歩み＞| thinc Journal
- 絶景が導く地域の未来＜大切なのは外からの視点＞| thinc Journal
- 絶景が導く地域の未来＜風景に自然の変化を感じて＞| thinc Journal